# Wide release
Wide release (diminutivo di nationwide release, lett. "distribuzione su scala nazionale") è un termine usato dalle major cinematografiche statunitensi per indicare la distribuzione nazionale di un film – contrapposta alla distribuzione in singoli cinema, come quelli di New York o Los Angeles. In particolare, un film è considerato una wide release quando è proiettato in almeno 600 cinema statunitensi e canadesi.
Negli Stati Uniti d'America, film vietati ai minori di 17 anni non hanno quasi mai avuto una wide release; Showgirls (1995) è una delle poche eccezioni.